# Vangueria gillettii
Vangueria gillettii är en måreväxtart som först beskrevs av James Robert Tennant, och fick sitt nu gällande namn av Henrik Lantz. Vangueria gillettii ingår i släktet Vangueria och familjen måreväxter. Inga underarter finns listade i Catalogue of Life.